# 橋咀公眾碼頭
橋咀公眾碼頭（英語：Sharp Island Public Pier）是香港西貢區橋咀島的公眾碼頭。該碼頭目前提供兩條渡輪航線，來往西貢至橋咀以及來往橋咀至廈門灣。
原有的橋咀公眾碼頭建於1970年代，難以應付遊客增長。為了應付新需求，根據政府於2013年向全香港所有區議會撥款1億港元興建「社區項目重點計劃」，西貢區議會將撥款用於橋咀島碼頭重建。新橋咀島公眾碼頭斥資5000萬港元興建，工程範圍涉及約1.12公頃的前濱及海床，2017年4月10日動工。經過多番延期後，於2019年6月9日重建完成啟用，行政長官林鄭月娥、民政事務局局長劉江華、西貢區議會主席吳仕福主持啟用典禮，而舊碼頭結構改為觀景台。新碼頭採用樁柱支撐承台式設計，減少碼頭對海床及水流的影響。碼頭設有兩個泊位和基本海事設施，包括靠泊繫船柱、護舷和航行燈，碼頭亦設立上蓋、電燈、欄杆和座椅等配套設施，方便市民和遊客。其中上蓋採用環保木屋脊配合四邊延伸的蔭棚，融入橋咀島的自然環境，並提供寬闊的通風和遮蔽強烈陽光的空間，以便市民等候船隻。同時碼頭設有太陽能裝置，市民可以在碼頭充電，配合綠化環境。